# Municipio de Evansville
El municipio de Evansville (en inglés: Evansville Township) es un municipio ubicado en el condado de Douglas en el estado estadounidense de Minnesota. En el año 2010 tenía una población de 242 habitantes y una densidad poblacional de 2,65 personas por km².

## Geografía
El municipio de Evansville se encuentra ubicado en las coordenadas 45°58′15″N 95°43′11″O / 45.97083, -95.71972. Según la Oficina del Censo de los Estados Unidos, el municipio tiene una superficie total de 91.29 km², de la cual 84,57 km² corresponden a tierra firme y (7,36 %) 6,72 km² es agua.

## Demografía
Según el censo de 2010, había 242 personas residiendo en el municipio de Evansville. La densidad de población era de 2,65 hab./km². De los 242 habitantes, el municipio de Evansville estaba compuesto por el 95,87 % blancos, el 0,83 % eran afroamericanos, el 0,41 % eran amerindios, el 0,41 % eran asiáticos y el 2,48 % eran de una mezcla de razas. Del total de la población el 1,24 % eran hispanos o latinos de cualquier raza.